# Premiul Edgar pentru cea mai bună povestire
Premiul Edgar pentru cea mai bună povestire este acordat din 1951 de către Mystery Writers of America.

## Lista câștigătorilor

### Anii 1950
- 1951 Lawrence Blochman "Diagnosis: Homicide"
- 1952 John Collier "Fancies and Goodnights"
- 1953 Philip MacDonald "Something to Hide"
- 1954 Roald Dahl "Someone Like You"
- 1955 Stanley Ellin "The House Party"
- 1956 Philip MacDonald "Dream No More"
- 1957 Stanley Ellin "The Blessington Method"
- 1958 Gerald Kersh "The Secret of the Bottle"
- 1959 William O'Farrell "Over There, Darkness"

### Anii 1960
- 1960 Roald Dahl "The Landlady"
- 1961 John Durham "Tiger"
- 1962 Avram Davidson "Affair at Lahore Cantonment"
- 1963 David Ely "The Sailing Club"
- 1964 Leslie Ann Brownrigg "Man Gehorcht"
- 1965 Lawrence Treat "H as in Homicide"
- 1966 Shirley Jackson "The Possibility of Evil"
- 1967 Rhys Davies "The Chosen One"
- 1968 Edward D. Hoch "The Oblong Room"
- 1969 Warner Law "The Man Who Fooled the World"

### Anii 1970
- 1970 Joe Gores "Goodbye, Pops"
- 1971 Margery Finn Brown "In The Forests of Riga the Beasts Are Very Wild Indeed"
- 1972 Robert L. Fish "Moonlight Gardener"
- 1973 Joyce Harrington "The Purple Shroud"
- 1974 Harlan Ellison "The Whimper of Whipped Dogs"
- 1975 Ruth Rendell "The Fallen Curtain"
- 1976 Jesse Hill Ford "The Jail"
- 1977 Etta Revesz "Like a Terrible Scream"
- 1978 Thomas Walsh "Chance After Chance"
- 1979 Barbara Owens "The Cloud Beneath The Eaves"

### Anii 1980
- 1980 Geoffrey Norman "Armed and Dangerous"
- 1981 Clark Howard "Horn Man"
- 1982 Jack Ritchie "The Absence of Emily"
- 1983 Frederick Forsyth "There Are No Snakes in Ireland"
- 1984 Ruth Rendell "The New Girlfriend"
- 1985 Lawrence Block "By Dawn's Early Light"
- 1986 John Lutz "Ride the Lightning"
- 1987 Robert Sampson "Rain in Pinton County"
- 1988 Harlan Ellison "Soft Monkey"
- 1989 Bill Crenshaw "Flicks"

### Anii 1990
- 1990 Donald E. Westlake "Too Many Crooks"
- 1991 Lynne Barrett "Elvis Lives"
- 1992 Wendy Hornsby "Nine Sons"
- 1993 Benjamin M. Schutz "Mary, Mary, Shut the Door"
- 1994 Lawrence Block "Keller's Therapy"
- 1995 Doug Allyn "The Dancing Bear"
- 1996 Jean B Cooper "The Judge's Boy"
- 1997 Michael Malone "Red Clay"
- 1998 Lawrence Block "Keller on the Spot"
- 1999 Tom Franklin "Poachers"

### 2000s
- 2000 Anne Perry "Heroes"
- 2001 Peter Robinson "Missing in Action"
- 2002 S.J. Rozan "Double-Crossing Delancey"
- 2003 Raymond Steiber "Mexican Gatsby"
- 2004 G. Miki Hayden "The Maids"
- 2005 Laurie Lynn Drummond "Something About a Scar"
- 2006 James W. Hall "The Catch"
- 2007 Charles Ardai "The Home Front"
- 2008 Susan Straight "The Golden Gopher"
- 2009 T. Jefferson Parker "Skinhead Central"

### Anii 2010
- 2010 Luis Alberto Urrea "Amapola"
- 2011 Doug Allyn "The Scent of Lilacs"
- 2012 Peter Turnbull "The Man Who Took His Hat Off to the Driver of the Train"
- 2013 Karin Slaughter "The Unremarkable Heart"
- 2014 John Connolly "The Caxton Private Lending Library & Book Depository"
- 2015 Gillian Flynn "What Do You Do?"
- 2016 Stephen King "Obits"*
- 2017 Lawrence Block "Autumn at the Automat"

## Legături externe
- The official website of Edgar Awards